# Brendan Hansen
Brendan Joseph Hansen (* 15. August 1981 in Havertown, Pennsylvania) ist ein US-amerikanischer Schwimmer, der sich auf den Bruststil spezialisiert hat.

## Werdegang
Hansen lebt und trainiert in Austin/Texas. Er studierte dort bis 2005 an der University of Texas, wo er einen Abschluss in alternativer Medizin erhielt.
Obwohl Hansen bei der amerikanischen Olympiaausscheidung 2004 neue Weltrekorde über 100 und 200 m Brust aufstellte, wurde er bei den Sommerspielen 2004 in Athen nicht Einzelolympiasieger. Er gewann die Silbermedaille über 100 m und Bronze über 200 m Brust. Gold holte er stattdessen mit der 4 × 100-m-Lagenstaffel in Weltrekordzeit.
Bei den Schwimmweltmeisterschaften 2005 in Montreal wurde Hansen Weltmeister über 100 und 200 m Brust und mit der 4 × 100-m-Lagenstaffel.
Bei den Olympiatrials 2008 bot Hansen eine durchwachsene Leistung. Er konnte nur über die 100-m-Bruststrecke gewinnen und ein Olympiaticket für Peking lösen, da er über 200 m Brust nur Vierter wurde und damit die Qualifikation über diese Strecke nicht schaffte.

## Rekorde
| Amerikarekorde (7)                                                  | Amerikarekorde (7) | Amerikarekorde (7) | Amerikarekorde (7) |
| ------------------------------------------------------------------- | ------------------ | ------------------ | ------------------ |
| 100 m Brust                                                         | 00:59,13 min       | 1. August 2006     | Irvine             |
| 200 m Brust                                                         | 02:08,50 min       | 20. August 2006    | Victoria           |
| 4 × 100 m Lagen (mit Peirsol, Crocker und Lezak)                    | 03:30,68 min       | 21. August 2004    | Athen              |
| 200 yds Brust                                                       | 01:51,74 min       | 3. März 2006       | Victoria           |
| 4 × 50 m Lagen (mit Peirsol, Crocker und Weber-Gale) (Kurzbahn)     | 01:34,58 min       | 26. März 2004      | East Meadow        |
| 4 × 50 yds Lagen (mit Peirsol, Crocker und Neil Walker) (Kurzbahn)  | 01:24,00 min       | 4. März 2006       | Austin             |
| 4 × 100 yds Lagen (mit Peirsol, Crocker und Neil Walker) (Kurzbahn) | 03:02,94 min       | 4. März 2006       | Austin             |
| U.S. Open Rekorde (5)                                               |                    |                    |                    |
| 100 m Brust                                                         | 00:59,13 min       | 1. August 2006     | Irvine             |
| 200 m Brust                                                         | 02:08,74 min       | 15. August 2006    | Irvine             |
| 4 × 100 m Lagen (mit Peirsol, Crocker und Lezak) (Kurzbahn)         | 03:25,09 min       | 11. Oktober 2004   | Indianapolis       |
| 200 yds Brust                                                       | 01:51,74 min       | 3. März 2006       | Victoria           |
| 4 × 100 yds Lagen (mit Peirsol, Crocker und Neil Walker) (Kurzbahn) | 03:02,94 min       | 4. März 2006       | Austin             |
| (Stand: 6. August 2010)                                             |                    |                    |                    |